# Балтув (Свентокшиське воєводство)
Ба́лтув (пол. Bałtów) — село в Польщі, у гміні Балтув Островецького повіту Свентокшиського воєводства.
Населення — 884 особи (2011).

## Демографія
Демографічна структура на день 31 березня 2011 року:
|          | Загалом | Допрацездатний вік | Працездатний вік | Постпрацездатний вік |
| -------- | ------- | ------------------ | ---------------- | -------------------- |
| Чоловіки | 431     | 87                 | 291              | 53                   |
| Жінки    | 453     | 94                 | 257              | 102                  |
| Разом    | 884     | 181                | 548              | 155                  |